# 矢橋龍吉
矢橋 龍吉（やはし りゅうきち、1889年2月 - 没年不詳）は、岐阜県の農業従事者・多額納税者。元赤坂銀行常務。「先祖は嵯峨天皇の第12皇子で光源氏の実在モデルの有力候補とされる源融（みなもとのとおる）にまで遡る（アーカイブ）」矢橋家・本家・当主。

## 略歴
1889年2月、矢橋敬吉の長男として、美濃赤坂にて生まれる。1920年家督を相続する。号紅亭。岐阜県多額納税者。農業を営む。一族で経営する赤坂銀行常務を務めた。
梁川星巌全集刊行会評議員、武藤知事代理を務めた。
伊藤信の遺稿『細香と紅蘭』を編集・校正・発行し、美濃赤坂の儒者で頼山陽・梁川星巌と深い交流のあった矢橋家の矢橋赤山・赤水兄弟の遺稿を刊行した。
龍吉が明治・大正・昭和にかけて種々の優雅な草木とともに昔ながらの有機農法のもと丹精込めて栽培してきた牡丹は、大垣市赤坂の史跡お茶屋屋敷内の花畑にて公開されている。

## 家系図
「矢橋家家系図」によれば、矢橋家（惣本家・本家・南矢橋・北矢橋）は、嵯峨天皇・源融（紫式部『源氏物語』の主人公光源氏の実在モデルの有力候補）まで遡る。
- 《惣本家》矢橋藤十郎・幾世
  - 矢橋徳次郎（大地主、岐阜縣多額納税者、株式會社赤坂銀行、株式會社大垣銀行各取締役等）[17]
    - 矢橋敏郎
    - 矢橋郁二
    - 矢橋省三
    - 矢橋和夫
    - 矢橋豊二

  - 矢橋為吉
  - 矢橋賢吉（大蔵官僚、国会議事堂設計の中心人物、叙正三位、勲二等旭日重光章受章）
    - 矢橋きみ
- 《本家》矢橋宗太郎（廃藩置県の際、徳川家康が織田信長の岐阜城千畳敷御殿を移築し造営させたお茶屋屋敷の払下げを受く）
  - 矢橋敬吉
    - 矢橋龍吉・際
      - 矢橋龍太郎・茅子（ミツカン酢創業家・中埜家の出身〈第6代の二女〉）[18]
        - 矢橋龍宜

      - 矢橋品子

    - 矢橋次郎
      - 矢橋宗一
        - 矢橋慎哉
        - 矢橋哲郎

      - 矢橋恒男
        - 矢橋和廣

      - 原乙彦（旧姓・矢橋）
        - 原秀六
        - 原吉弘

  - 矢橋幾世・藤十郎
    - 矢橋徳次郎
    - 矢橋賢吉

  - 矢橋友吉
    - 矢橋厚一郎
      - 矢橋徳太郎（世界最高の精度を誇る日時計の考案者、CBCクラブ文化賞受賞、鯱光会顕彰者）

  - 矢橋亮吉（1946年に昭和天皇のご訪問〈行幸〉、1965年に皇太子〈のちに天皇・上皇〉のご訪問〈行啓〉があった矢橋大理石の創業者）
    - 矢橋太郎
      - 矢橋篤子（矢橋太郎長女）・矢橋浩吉（旧姓・亀山、揖斐川電気工業〈現・イビデン〉社長、勲三等瑞宝章受章）[1]
        - 矢橋修太郎・千枝子（北村酒造社長・北村精一郎〈宗四郎〉長女）[1]
          - 矢橋晋太郎[1]
          - 矢橋正二郎[1]
          - 矢橋庸子[1]

    - 矢橋次雄［矢橋亮吉］（矢橋大理石社長）
      - 矢橋修太郎（養子）[1]

    - 矢橋五郎（関ヶ原石材社長）[1]
      - 矢橋謙一郎（関ヶ原石材社長）[1]
      - 矢橋昭三郎（関ヶ原制作所社長・相談役）[13]

    - 矢橋六郎（JR名古屋駅新幹線口にあった壁画「日月と東海の四季」を描いた洋画家、中日文化賞受賞）
    - 戸田道子（矢橋亮吉長女）・戸田良直（大垣貯蓄銀行頭取）[1]
    - 桑原孝子・善吉(真一)[19]（十六銀行会長）[1]

遠縁：所郁太郎（実父・矢橋亦一、養父・所伊織）（大垣藩の生まれ、適塾塾頭、暗殺者に襲われた元勲・井上馨を治療した医師、幕末の志士、高杉晋作の参謀、長州藩遊撃隊軍監、従四位追叙）